# Claude-Henri Belgrand de Vaubois

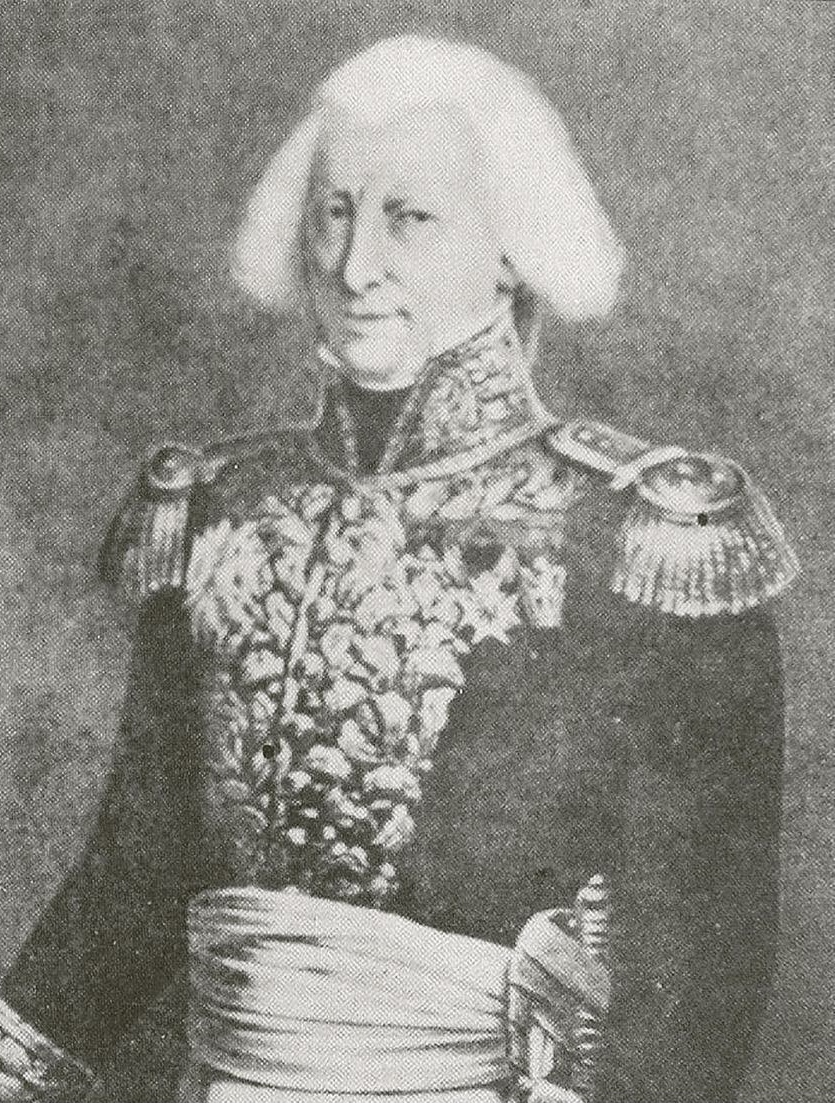
Charles-Henri Belgrand de Vaubois

Claude-Henri Belgrand de Vaubois (nascido em 1 de outubro de 1748 em Clairvaux, hoje pertencente a Ville-sous-la-Ferté ; † 5 de novembro de 1839 em Beauvais) foi um general de divisão francês. Ele é mais conhecido pela rendição de Malta aos britânicos em 1800. Mais tarde, seu nome foi inscrito no Arco do Triunfo em Paris.

## Vida
Na adolescência, Belgrand de Vaubois tornou-se cadete do exército real. Ele logo foi distinguido pela bravura e foi promovido regularmente. No início da revolução era capitão da artilharia e dois anos depois já ocupava o posto de tenente-coronel.
Belgrand de Vaubois tornou-se membro da equipe de Napoleão como general de brigada quando embarcou em sua campanha italiana em 1796. Nas batalhas diante de Rovereto (4 de setembro de 1796), Bassano (8 de setembro de 1796) e Arcole (15/17 de setembro de 1796), Belgrand de Vaubois mostrou-se corajoso. Quando ele conseguiu retornar à França em 1797, o general Barthélemy-Catherine Joubert o sucedeu.
Quando Napoleão planejou sua campanha no Egito em 1798, Belgrand de Vaubois tornou-se novamente membro do estado-maior. A caminho do Egito, tropas napoleônicas invadiram a Ordem de Malta em 9 de junho de 1798. Valletta foi tomada no dia seguinte e depois Malta foi reestruturada à maneira francesa, Napoleão nomeou Belgrand de Vaubois Comandante en chef des isles de Malte et du Goze.
Em 2 de setembro de 1798, os habitantes de Malta se revoltaram contra a ocupação francesa e foram apoiados por uma pequena frota portuguesa a partir de 18 de setembro. Em fevereiro de 1799, as forças britânicas lideradas pelo almirante Alexander Ball começaram a cercar Valletta. Em 4 de setembro de 1800, Belgrand de Vaubois rendeu-se com o resto de suas tropas. Após as negociações de entrega, ele e os soldados franceses foram trazidos de volta a Marselha sob a guarda britânica.
Belgrand de Vaubois renunciou a todos os seus postos militares. Ele teve sucesso na política e foi eleito senador em 27 de julho de 1800. Mesmo depois do "Reino dos Cem Dias" de Napoleão, ele não se juntou mais a ele. Por volta de 1830 retirou-se para a vida privada e estabeleceu-se em Beauvais. Ele morreu lá com a idade de 91 anos em 5 de novembro de 1839 e encontrou seu lugar de descanso final lá.